# Kevin Johnson (Boxeador)
Kevin Vladimirovich “Kingpin” Johnson (Asbury Park, Nueva Jersey, Estados Unidos, 10 de septiembre de 1979) es un boxeador profesional americano nacionalizado ruso. Tiene un récord profesional de 36 victorias, 21 derrotas y dos empates. 

## Juventud y vida personal
Empezó en el boxeo de forma amateur con 18 años. Durante esa época estuvo en prisión 18 meses por verse involucrado en una pelea callejera en el condado de Essex, Nueva Jersey. Tuvo con temprana edad a su hija Fatimah, por la que tuvo varios enfrentamientos por la custodia con la madre de su hija, quien falleció después en un accidente de tráfico. Ha afirmado tener 13 personalidades múltiples. Como boxeador amateur consiguió obtener un récord de 14-2 y ganó el título de la compañía New Jersey Golden Gloves. Tras perder el torneo Nacional de Golden Gloves, optó por hacerse profesional en el año 2003, dejando de lado la oportunidad de probar en los Juegos Olímpicos.

## Trayectoria
Su primer combate profesional tuvo lugar en Allentown, Pensilvania el 13 de febrero de 2003, donde venció por KO a Stanford Brisbone. Tras otras dos victorias en el Days Inn de Allentown, Pensilvania, a Kevin le llegó la oportunidad de pelear en Laughlin, Nevada contra el olímpico uzbeko Timur Ibragimov el 17 de junio de 2004, que hasta la fecha tenía un récord de 13 victorias sin conocer la derrota. Kevin Johnson cosechó un sorprendente empate. Tras varias victorias contra otros boxeadores norteamericanos, comenzó a forjarse un nombre en el mundo del boxeo, siendo reconocido por su potente jab como uno de los mejores prospectos entre los pesos pesados.
En septiembre de 2008, Johnson obtendría la victoria más importante en su corta carrera como boxeador contra Bruce Seldon en Atlantic City. Un año después, en mayo en 2009 ganaría al púgil Devin Vargas tras seis asaltos por KO técnico. 
Su ascenso meteórico le haría ganarse una pelea por el título de los pesos pesados de la WBC contra el ucraniano Vitali Klitschko el 12 de diciembre de 2009. En este combate Kevin Johnson perdería su invicto tras perder todos los asaltos de la pelea. 
Después de la derrota contra Klitschko, consiguió vencer a peleadores como Charles Davis y Julius Long antes de inscribirse al torneo de Prizefighter en el Reino Unido. En dicho torneo perdería en la final contra Tor Hamer. Desde entonces tuvo que ejercer el rol de “gatekeeper”, cosechando derrotas contra Tyson Fury, Christian Hammer, Manuel Charr o Derek Chisora.
Tras perder por KO contra el entonces invicto Anthony Joshua el 30 de mayo de 2015, Kevin anunció su retiro del boxeo profesional.
Volvió a los cuadriláteros dos años después, desafiando a Kubrat Pulev por el título intercontinental de la WBA. Tras 12 asaltos, Johnson perdió el combate por decisión unánime.
El 14 de octubre de 2017 venció a Francesco Pianeta por KO en el séptimo asalto. A esa victoria le sucedieron otras tres derrotas, dos victorias seguidas contra Haris Radmilovic en diciembre de 2018 y después otras cinco derrotas. 
Su trigésimo quinta victoria fue contra el antiguo campeón de peso crucero en IBF y The Ring Yoan Pablo Hernández en agosto de 2020.
Su última aparición pública sorprendió a muchos, puesto que se declaró ciudadano ruso y comunicó que había cambiado su nombre a Kevin Vladimirovich por su admiración al presidente ruso Vladímir Putin. En el pesaje de su última pelea contra Mark Petrovskii, se presentó con una camiseta con la bandera rusa y la cara de Putin. Perdió el combate tras seis rondas.

## Récord profesional
| 60 combates          | 36 victorias | 22 derrotas |
| -------------------- | ------------ | ----------- |
| Por knckout          | 20           | 3           |
| Por decisión técnica | 16           | 19          |
| Empates              | 2            | 2           |

## Títulos
. Campeonato internacional de los pesos pesados de la IBO